# Liste der Mitglieder des Landtages Rheinland-Pfalz (8. Wahlperiode)
Liste der Mitglieder des Rheinland-Pfälzischen Landtages (8. Wahlperiode)
Der Rheinland-Pfälzische Landtag bestand in der 8. Wahlperiode von 1975 bis 1979 aus 100 Mitgliedern.

## Zusammensetzung
Bei der Landtagswahl am 9. März 1975 gab es folgendes Ergebnis:
| Partei | Prozent | Sitze |
| ------ | ------- | ----- |
| CDU    | 53,9    | 55    |
| SPD    | 38,5    | 40    |
| FDP    | 5,6     | 5     |

## Präsidium
- Präsident: Albrecht Martin (CDU)
- Vizepräsidenten: Gerhard Steen (SPD), Hermann Eicher (FDP), Ursula Starlinger (CDU)

## Abgeordnete
| Name                  | Lebensdaten | Partei | Wahlkreis   | Kommentar                                             |
| --------------------- | ----------- | ------ | ----------- | ----------------------------------------------------- |
| Otto Bardong          | 1935–2003   | CDU    | Wahlkreis 3 |                                                       |
| Hans Blinn            | 1925–2006   | SPD    | Wahlkreis 4 |                                                       |
| Kurt Böckmann         | 1929–2008   | CDU    | Wahlkreis 3 |                                                       |
| Detlef Bojak          | 1935        | SPD    | Wahlkreis 4 |                                                       |
| Gisela Büttner        | 1927–2015   | CDU    | Wahlkreis 4 |                                                       |
| Hans-Dieter Busch     | 1938–2009   | CDU    | Wahlkreis 3 | eingetreten am 6. Januar 1977 für Helmut Kohl         |
| Hans Dahmen           | 1929–1989   | CDU    | Wahlkreis 1 | eingetreten am 30. Dezember 1976 für Heinz Schwarz    |
| Werner Danz           | 1923–1999   | FDP    | Wahlkreis 2 |                                                       |
| Alois Dauenhauer      | 1929–2022   | CDU    | Wahlkreis 4 |                                                       |
| Karl Deres            | 1930–2007   | CDU    | Wahlkreis 1 |                                                       |
| Wilhelm Dröscher      | 1920–1977   | SPD    | Wahlkreis 2 | † 18. November 1977                                   |
| Hermann Eicher        | 1911–1984   | FDP    | Wahlkreis 4 |                                                       |
| Helmut Fink           | 1928–1990   | SPD    | Wahlkreis 1 |                                                       |
| Johann Wilhelm Gaddum | 1930        | CDU    | Wahlkreis 1 |                                                       |
| Rudi Geil             | 1937–2006   | CDU    | Wahlkreis 1 |                                                       |
| Karl August Geimer    | 1943        | CDU    | Wahlkreis 4 |                                                       |
| Heiner Geißler        | 1930–2017   | CDU    | Wahlkreis 3 |                                                       |
| Florian Gerster       | 1949        | SPD    | Wahlkreis 3 | eingetreten am 11. September 1977 für Lucie Kölsch    |
| Peter Haberer         | 1935–2004   | CDU    | Wahlkreis 4 |                                                       |
| Bertram Hartard       | 1929–1992   | CDU    | Wahlkreis 4 |                                                       |
| Gernot Heck           | 1940–2021   | CDU    | Wahlkreis 3 |                                                       |
| Walter Heid           | 1925–2003   | CDU    | Wahlkreis 4 |                                                       |
| Jörg Heidelberger     | 1942–2015   | SPD    | Wahlkreis 2 |                                                       |
| Rudolf Heidenblut     | 1934–2023   | CDU    | Wahlkreis 2 | eingetreten am 17. Dezember 1976 für August Zeuner    |
| Hans Helzer           | 1927–2020   | SPD    | Wahlkreis 1 |                                                       |
| Jürgen Henze          | 1937        | SPD    | Wahlkreis 2 |                                                       |
| Susanne Hermans       | 1919–2013   | CDU    | Wahlkreis 1 |                                                       |
| Maria Herr-Beck       | 1928–2015   | CDU    | Wahlkreis 3 |                                                       |
| Hans Herrmann         | 1924–2002   | SPD    | Wahlkreis 4 |                                                       |
| Willibald Hilf        | 1931–2004   | CDU    | Wahlkreis 1 | ausgeschieden am 20. Mai 1975                         |
| Heinrich Holkenbrink  | 1920–1998   | CDU    | Wahlkreis 2 |                                                       |
| Karl Hoppe            | 1934–2002   | CDU    | Wahlkreis 1 |                                                       |
| Helmut Hüther         | 1926–1991   | SPD    | Wahlkreis 3 |                                                       |
| Wolfgang Jenssen      | 1942–2022   | SPD    | Wahlkreis 2 |                                                       |
| Emil Wolfgang Keller  | 1932–2017   | CDU    | Wahlkreis 4 |                                                       |
| Hildegard Kerner      | 1921–1987   | SPD    | Wahlkreis 4 |                                                       |
| Werner Klein          | 1928–1985   | SPD    | Wahlkreis 1 |                                                       |
| Gerhard Kneib         | 1941        | CDU    | Wahlkreis 3 |                                                       |
| Paul Knüpper          | 1930–2006   | CDU    | Wahlkreis 1 |                                                       |
| Lucie Kölsch          | 1919–1997   | SPD    | Wahlkreis 3 | ausgeschieden am 10. September 1977                   |
| Hans König            | 1916–1999   | SPD    | Wahlkreis 2 |                                                       |
| Helmut Kohl           | 1930–2017   | CDU    | Wahlkreis 3 | ausgeschieden am 21. Dezember 1976                    |
| Gerhard Krempel       | 1931        | CDU    | Wahlkreis 1 |                                                       |
| Helga von Kügelgen    | 1929–2013   | CDU    | Wahlkreis 2 |                                                       |
| Michael Kutscheid     | 1923–2009   | CDU    | Wahlkreis 2 |                                                       |
| Paul Landsmann        | 1928–2002   | CDU    | Wahlkreis 2 |                                                       |
| Horst Langes          | 1928        | CDU    | Wahlkreis 2 | ausgeschieden am 20. Mai 1975                         |
| Alfons Lauermann      | 1924–1991   | CDU    | Wahlkreis 1 | eingetreten am 21. Juli 1975 für Willibald Hilf       |
| Hanna-Renate Laurien  | 1928–2010   | CDU    | Wahlkreis 3 | ausgeschieden am 20. Mai 1975                         |
| Ernst Lautenbach      | 1935–1993   | CDU    | Wahlkreis 2 | eingetreten am 14. Dezember 1978 für Josef Schmidt    |
| Kurt Lechner          | 1942        | CDU    | Wahlkreis 4 | eingetreten am 1. Januar 1976 für Theo Vondano        |
| Julius Lehlbach       | 1922–2001   | SPD    | Wahlkreis 3 |                                                       |
| Günther Leonhart      | 1914–1993   | SPD    | Wahlkreis 1 |                                                       |
| Paul Loosen           | 1924–2001   | CDU    | Wahlkreis 2 | eingetreten am 1. Januar 1977 für Günther Schartz     |
| Waldemar Lübke        | 1914–1994   | SPD    | Wahlkreis 2 |                                                       |
| Theo Lück             | 1921–2012   | SPD    | Wahlkreis 1 |                                                       |
| Theo Magin            | 1932–2025   | CDU    | Wahlkreis 3 |                                                       |
| Edgar Mais            | 1926–2024   | SPD    | Wahlkreis 2 |                                                       |
| Walter Mallmann       | 1940        | CDU    | Wahlkreis 2 |                                                       |
| Albrecht Martin       | 1927–2014   | CDU    | Wahlkreis 2 |                                                       |
| Philipp Mayer         | 1918–1988   | SPD    | Wahlkreis 4 |                                                       |
| Otto Meyer            | 1921–2013   | CDU    | Wahlkreis 1 |                                                       |
| Carlheinz Moesta      | 1928–2024   | SPD    | Wahlkreis 1 |                                                       |
| Fritz Mohr            | 1924–2008   | CDU    | Wahlkreis 2 |                                                       |
| Konrad Mohr           | 1921–2010   | CDU    | Wahlkreis 1 |                                                       |
| Karl Walter Müller    | 1931–2016   | SPD    | Wahlkreis 4 |                                                       |
| Clemens Nagel         | 1945        | SPD    | Wahlkreis 4 |                                                       |
| Michael Reitzel       | 1943–2023   | SPD    | Wahlkreis 3 |                                                       |
| Kurt Rocker           | 1928–2020   | CDU    | Wahlkreis 4 |                                                       |
| Rainer Rund           | 1941        | SPD    | Wahlkreis 3 |                                                       |
| Franz Schaaf          | 1919–1991   | CDU    | Wahlkreis 1 |                                                       |
| Jakob Schadt          | 1921–1995   | SPD    | Wahlkreis 3 |                                                       |
| Fritz Schalk          | 1925–1996   | SPD    | Wahlkreis 3 |                                                       |
| Rudolf Scharping      | 1947        | SPD    | Wahlkreis 1 |                                                       |
| Günther Schartz       | 1930–2007   | CDU    | Wahlkreis 2 | ausgeschieden am 31. Dezember 1976                    |
| Walter Schellenberger | 1920–2010   | FDP    | Wahlkreis 4 |                                                       |
| Manfred Scherrer      | 1940        | SPD    | Wahlkreis 1 |                                                       |
| Ludwig Schleifer      | 1931–2000   | SPD    | Wahlkreis 4 |                                                       |
| Ulrich Schmalz        | 1939        | CDU    | Wahlkreis 1 |                                                       |
| Josef Schmidt         | 1934        | CDU    | Wahlkreis 2 | ausgeschieden am 13. Dezember 1978                    |
| Walter Schmitt        | 1914–1994   | CDU    | Wahlkreis 2 |                                                       |
| Kurt Schöllhammer     | 1929–1990   | SPD    | Wahlkreis 2 |                                                       |
| Hans-Otto Scholl      | 1933        | FDP    | Wahlkreis 3 |                                                       |
| Willi Schrot          | 1915–2016   | CDU    | Wahlkreis 2 |                                                       |
| Peter Schuler         | 1942        | CDU    | Wahlkreis 3 |                                                       |
| Wolfgang Schumann     | 1929        | SPD    | Wahlkreis 2 | eingetreten am 28. November 1977 für Wilhelm Dröscher |
| Günther Schwamm       | 1935–2015   | SPD    | Wahlkreis 4 |                                                       |
| Heinz Schwarz         | 1928–2023   | CDU    | Wahlkreis 1 | ausgeschieden am 21. Dezember 1976                    |
| Hans Schweitzer       | 1920–1988   | SPD    | Wahlkreis 1 |                                                       |
| Heinz Sondermann      | 1928–2019   | SPD    | Wahlkreis 1 |                                                       |
| Ursula Starlinger     | 1917–2005   | CDU    | Wahlkreis 3 |                                                       |
| Gerhard Steen         | 1923–1990   | SPD    | Wahlkreis 1 |                                                       |
| Manfred Stumpf        | 1930–2010   | SPD    | Wahlkreis 4 |                                                       |
| Otto Theisen          | 1924–2005   | CDU    | Wahlkreis 2 |                                                       |
| Karl Thorwirth        | 1923–2003   | SPD    | Wahlkreis 3 |                                                       |
| Herbert Trautmann     | 1948–2006   | CDU    | Wahlkreis 4 |                                                       |
| Wilhelm Ulmen         | 1914–1993   | FDP    | Wahlkreis 1 |                                                       |
| Bernhard Vogel        | 1932–2025   | CDU    | Wahlkreis 3 |                                                       |
| Heinz Peter Volkert   | 1933–2013   | CDU    | Wahlkreis 1 |                                                       |
| Theo Vondano          | 1926–1993   | CDU    | Wahlkreis 4 | ausgeschieden am 31. Dezember 1975                    |
| Herbert Waldenberger  | 1935–2017   | CDU    | Wahlkreis 4 |                                                       |
| Werner Weiß           | 1926–1990   | CDU    | Wahlkreis 4 |                                                       |
| Karl-Heinz Werle      | 1925–2009   | SPD    | Wahlkreis 4 |                                                       |
| Karl-Heinz Weyrich    | 1925–2002   | SPD    | Wahlkreis 3 |                                                       |
| Hans-Otto Wilhelm     | 1940–2019   | CDU    | Wahlkreis 3 | eingetreten am 21. Mai 1975 für Hanna-Renate Laurien  |
| Paul Wingendorf       | 1914–1995   | CDU    | Wahlkreis 1 |                                                       |
| Günther Wollscheid    | 1926–2006   | CDU    | Wahlkreis 2 |                                                       |
| August Zeuner         | 1913–1976   | CDU    | Wahlkreis 2 | † 10. Dezember 1976                                   |
| Dieter Ziegler        | 1937–2019   | CDU    | Wahlkreis 4 |                                                       |
| Robert Zingen         | 1928–2005   | CDU    | Wahlkreis 2 | eingetreten am 21. Mai 1975 für Horst Langes          |
| Walter Zuber          | 1943–2014   | SPD    | Wahlkreis 3 |                                                       |